# ژولیای کوچک

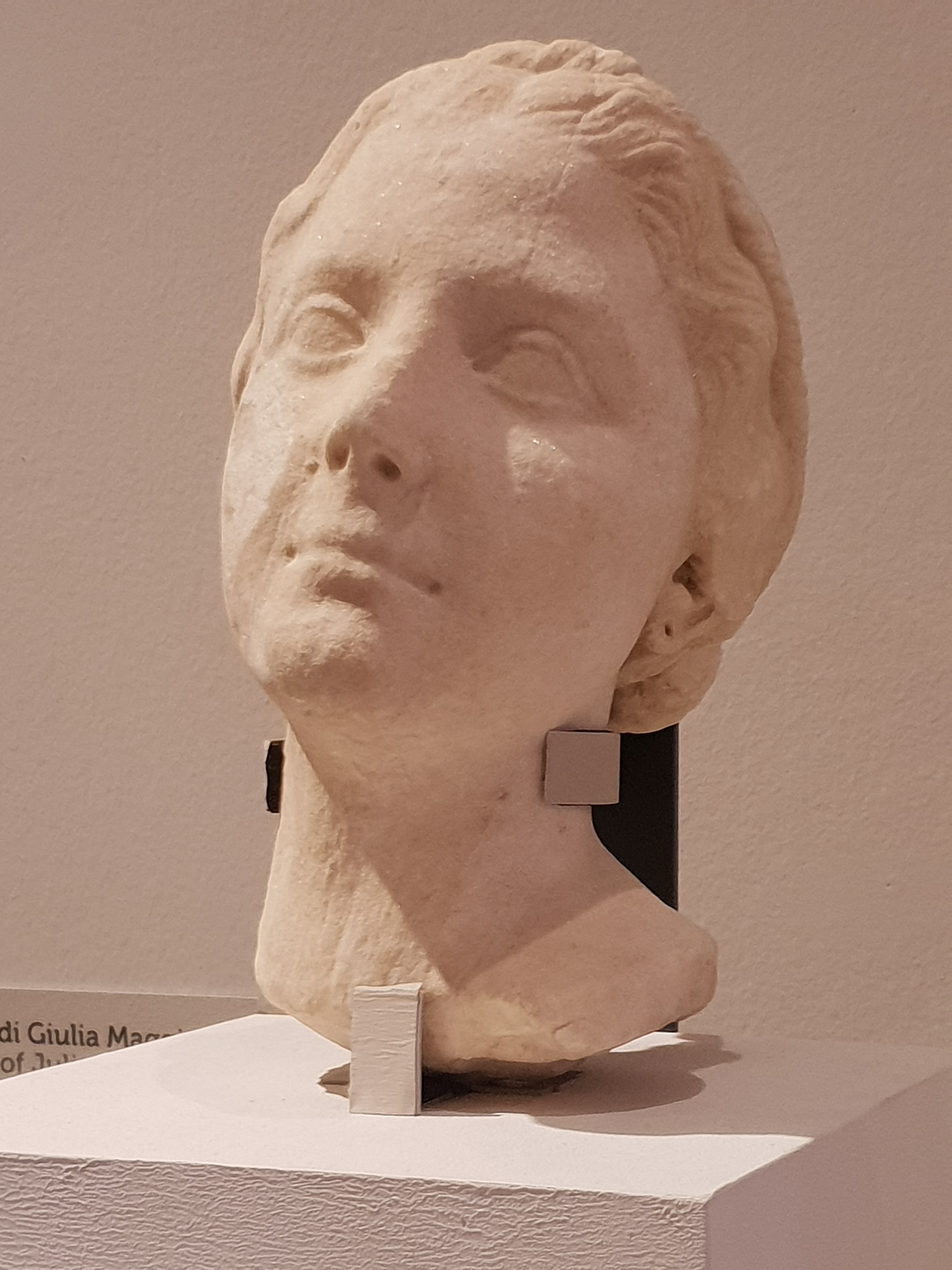
پرتره‌ای از سردیس ژولیای کوچک، ۲۰۱۸

ژولیای کوچک (زاده ۱۹ پیش از میلاد و درگذشته ۲۹ بعد از میلاد) (انگلیسی: Julia the Younger) اشراف‌زاده رومی از دودمان ژولیو کلودین بود.